# Корбеничи
Ко́рбеничи (вепс. Korbal) — деревня в Пашозерском сельском поселении Тихвинского района Ленинградской области.

## История
Упоминается как деревня Конец при озере Коробинском на карте Новгородского наместничества 1792 года А. М. Вильбрехта.

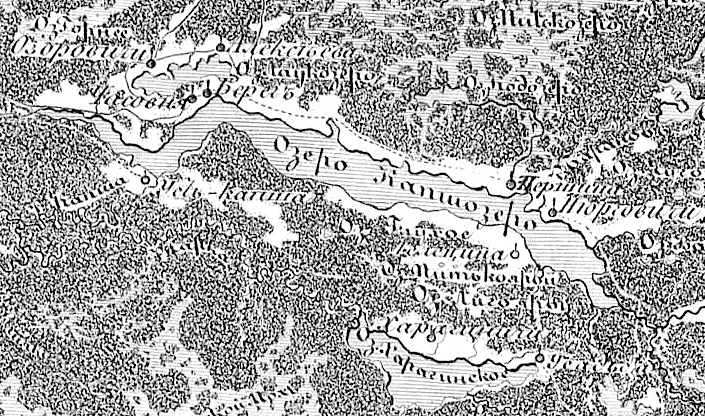
Деревня Корбеничи на карте 1847 года

Согласно семитопографической карте Новгородской губернии 1847 года на месте современной деревни Корбеничи находились смежные деревни Часовня и Берег.

КОРБИНИЧИ — деревня Алексеевского общества, прихода Хмелезерского погоста.

Крестьянских дворов — 9. Строений — 12, в том числе жилых — 10. 

Число жителей по семейным спискам 1879 г.: 16 м п., 15 ж. п.; по приходским сведениям 1879 г.: 16 м п., 15 ж. п.

Деревня административно относилась к Пелдушской волости 2-го земского участка 2-го стана Тихвинского уезда Новгородской губернии.

КОРБЕНИЧИ — погост на церковной земле при озере Корбенском, число дворов — 2, число домов — 2, жителей нет; Церковь. Погост смежен с деревней Часовенское-Корбеничи.

КОРБЕНИЧИ (МОВИКОВА ГОРА) — деревня Алексеевкого земского общества при озере Корбенском, число дворов — 12, число домов — 12, число жителей: 38 м п., 45 ж. п.; Смежна с погостом Корбеничи. 

ЧАСОВЕНСКОЕ (КОРБЕНИЧИ) — деревня Алексеевкого земского общества при озере Капшозеро, число дворов — 7, число домов — 7, число жителей: 30 м п., 32 ж. п.; Церковь. Земская школа. (1910 год)

С 1917 по 1918 год деревня называлась Корбиничи и входила в состав Пелдушской волости Тихвинского уезда Новгородской губернии.
С 1918 года в составе Череповецкой губернии.
С 1927 года в составе Алексеевского сельсовета Капшинского района.
Согласно карте Ленинградской области Северо-западного аэрогеодезического треста ГГУ издания 1932 года деревня насчитывала 8 крестьянских дворов. В деревне находилась часовня и почтово-телеграфная контора.
По данным 1933 года деревня Корбеничи являлась административным центром Алексеевского сельсовета Капшинского района.
По данным 1936 года административным центром Алексеевского сельсовета являлась деревня Часовенское.
В 1950 году население деревни составляло 121 человек.
В 1961 году население деревни составляло 117 человек.
С 1963 года в составе Тихвинского района.
По данным 1966 и 1973 годов деревня Корбеничи вновь являлась административным центром Алексеевского сельсовета.
По данным 1990 года в деревне Корбеничи проживали 36 человек. Деревня являлась административным центром Алексеевского сельсовета в который входили 6 населённых пунктов: деревни Берег, Корбеничи, Нюрговичи, Озоровичи, Усть-Капша, Харагеничи, общей численностью населения 131 человек.
В 1997 году в деревне Корбеничи Алексеевской волости проживал 51 человек, в 2002 году — 43 человека (русские — 74 %, вепсы — 26 %). Деревня являлась административным центром Алексеевской волости.
В 2007 году в деревне Корбеничи Пашозёрского СП проживали 40 человек.

## География
Деревня расположена в северо-восточной части района на автодороге 41К-895 (подъезд к дер. Корбеничи), в месте её примыкания к автодороге 41К-946 (Озровичи — Пашозеро — Шугозеро — Ганьково).
Расстояние до административного центра поселения — 29 км.
Расстояние до районного центра — 126 км.
Деревня находится северном берегу озера Капшозера и на южном — Алексеевского.

## Демография
| 2007 | 2010 | 2017 |
| ---- | ---- | ---- |
| 40   | ↘27  | ↗33  |

### Национальный состав
Согласно данным Всероссийской переписи населения 2021 года в деревне проживали 17 человек, из них:
 русские — 14, вепсы — 3 человека.

## Транспорт
Подъездная дорога — грейдированная со стороны деревни Пашозеро. Через Капшозеро перекинут понтонный мост.
Имеется регулярное автобусное сообщение с посёлком Шугозеро, автобус может не доезжать до деревни, разворачиваясь перед понтонным мостом.
Указанная на картах дорога до деревни Нюрговичи практически непроходима для любых видов транспорта, за исключением специальных. Сообщение с Нюрговичами осуществляется по озеру.

## Предприятия и организации
Почтовое отделение.

## Достопримечательности
- Часовня Александра Невского, 1889 года постройки восстановлена в 2005 году, деревянная, действующая. Приписана к Спасо-Преображенскому собору в Тихвине[19].

## Улицы
Алексеевская.